# Red Road

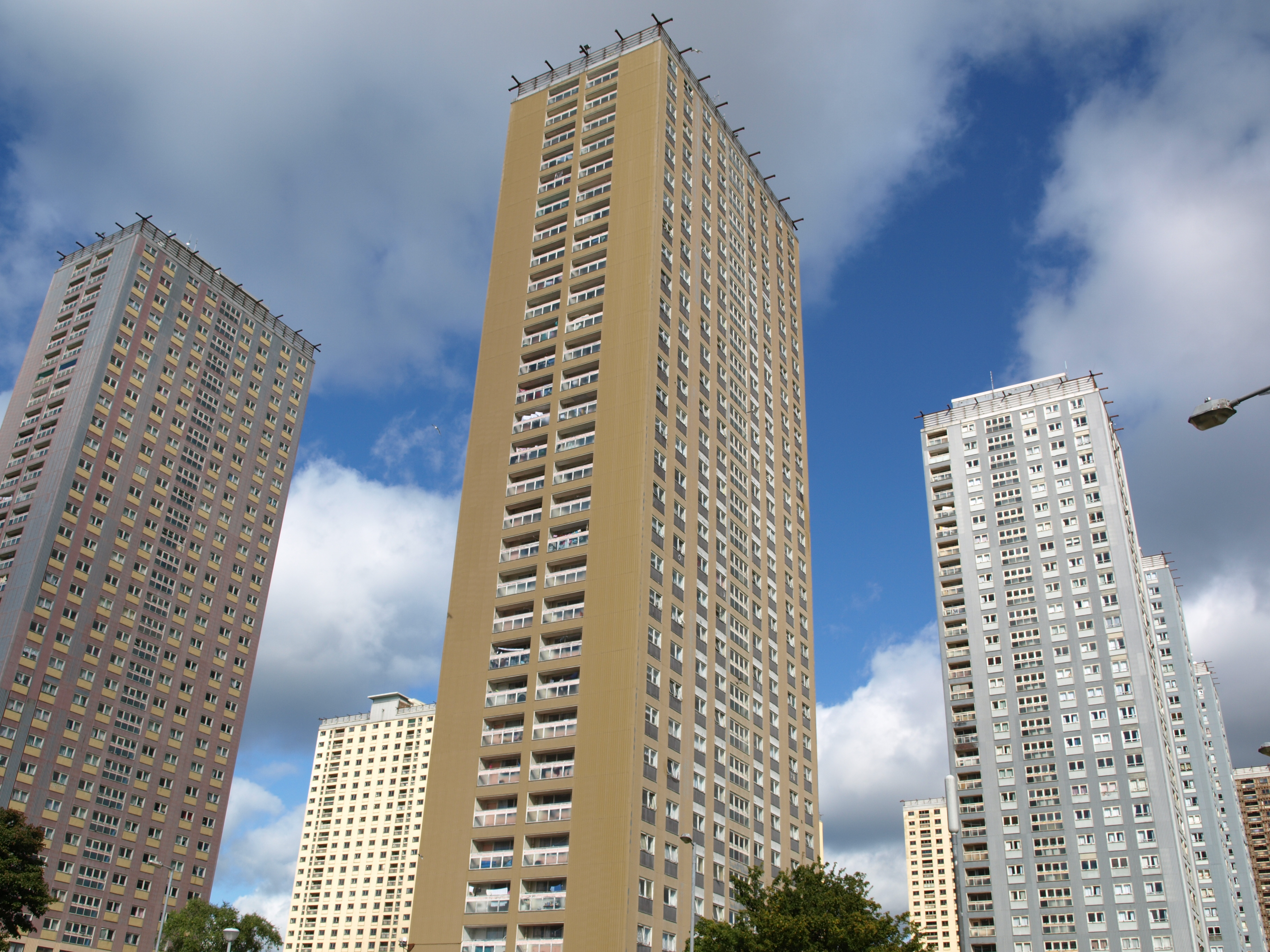
Osiedle Red Road w 2010 roku

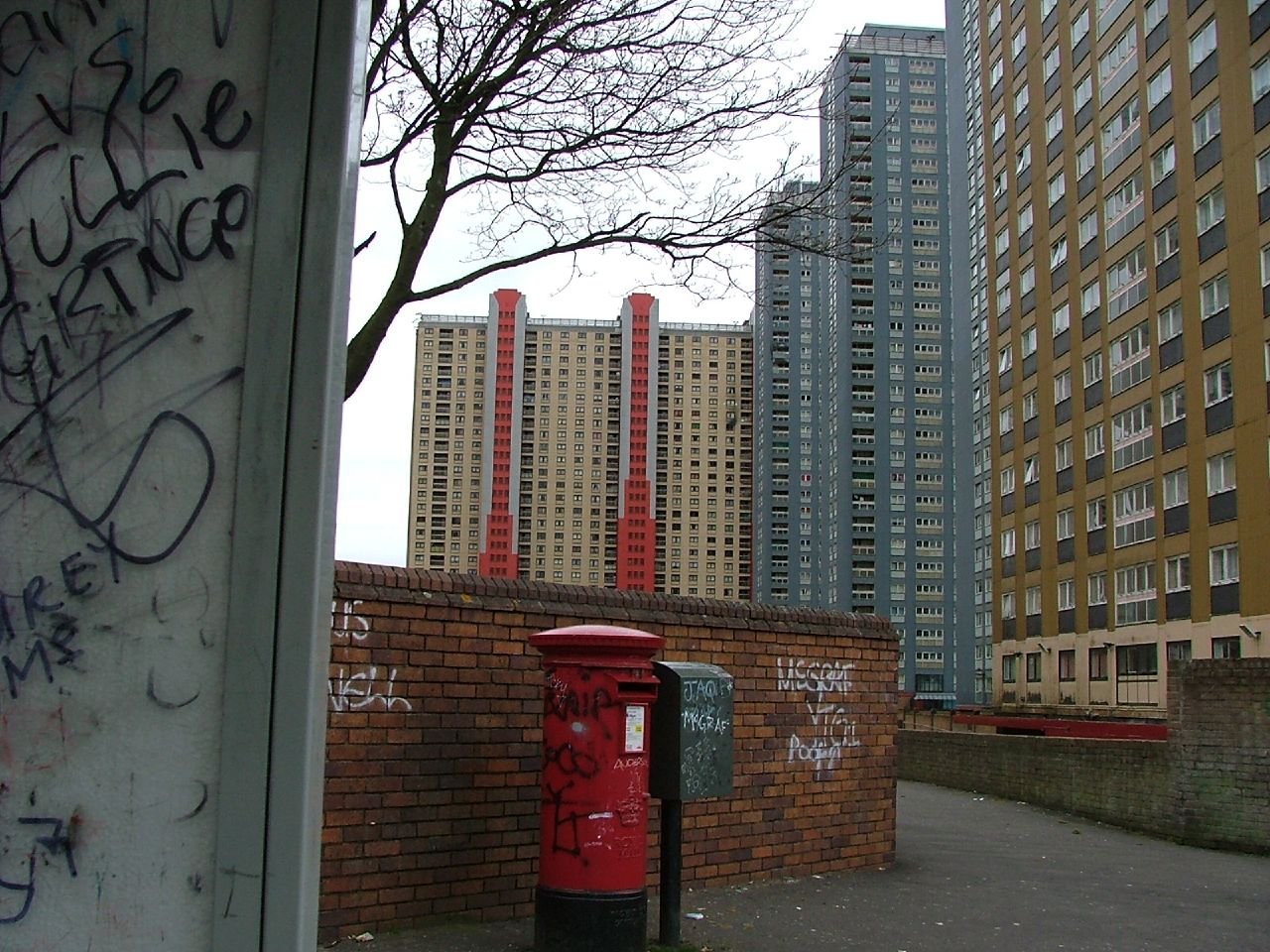
Osiedle Red Road w 2004 roku

Red Road – nieistniejące już osiedle ośmiu bloków mieszkalnych w północno-wschodniej części Glasgow. Budynki, zbudowane w latach 1964–1969 w odpowiedzi na kryzys mieszkaniowy, w szczytowym okresie zapewniały zakwaterowanie dla blisko 5000 osób. Kompleks obejmował sześć wieżowców 31-piętrowych o wysokości 89 m oraz dwa nieco niższe podłużne bloki 28-piętrowe. W momencie ukończenia budowy były to najwyższe budynki mieszkalne w Europie.
Bloki, będące swoistym eksperymentem architektonicznym, spotkały się z pozytywnym przyjęciem lokatorów. Z czasem utraciły jednak popularność ze względu na wysoką przestępczość, niskie bezpieczeństwo pożarowe oraz pogłębiające się zaniedbanie osiedla i ubóstwo. Dodatkowym problemem była obecność azbestu w konstrukcji budynków. Malejąca liczba mieszkańców spowodowała, że część mieszkań przekształcono w kwatery studenckie. W późniejszym okresie osiedle stało się miejscem zamieszkania licznych uchodźców.
10 czerwca 2012 roku w ramach programu rewitalizacji tej części miasta wyburzony został pierwszy z wieżowców (153-213 Petershill Drive), 5 maja 2013 roku wyburzono kolejny (21 Birnie Court), wyburzenie pozostałych sześciu bloków odbyło się 11 października 2015 roku. Ich miejsce ma zająć niska zabudowa mieszkalna. 
W 2006 roku powstał film Red Road, którego akcja w znacznej części rozgrywała się na terenie osiedla.